# قسم شميل الريفي
قسم شمیل الريفية ( (بالفارسية: دهستان شميل) (في ناحیه شمیل في مقاطعة بندر عباس ، محافظة هرمزكان ، إيران .  وعاصمتها قرية شمیل . 
في التعداد الوطني لعام 2006، بلغ عدد سكانها (كجزء من منطقة تخت ) 22.280 نسمة في 4.949 أسرة.  كان هناك 24,154 نسمة في 6,198 أسرة في التعداد التالي لعام 2011.  في التعداد الأخير لعام 2016، بلغ عدد سكان المنطقة الريفية 24268 نسمة في 6924 أسرة. أكبر قراها الـ 56 كانت حسن لنجي يي بالا ، ويبلغ عدد سكانها 1943 نسمة. 
وبعد التعداد تم فصل القضاء الريفي عن القضاء في إنشاء ناحیه شمیل الذي تم تقسيمه إلى منطقتين ريفيتين. 
قسم حسن لنجي الریفیه
قسم شمیل الریفی(مقاطعه بندرعباس)